# Karl Trach z Březí
Karl Trach z Březí (20. září 1772, Zámrsk, Polsko – 30. prosinec 1804, řeka Nagy-patak, Maďarsko). Syn barona Zikmunda Tracha z Březí, na Zámrsku, také majitele panství Ruda ve Slezsku, panství Apathy a Vinicy v Maďarsku, a Anny Eleonory rozené Fenzel z Dubovce.

## Život
Rod Trachů z Březí byl rod s dlouhou vojenskou tradicí. Karl Trach nastoupil na konci června 1779 k vojenskému výcviku do Tereziánské vojenské akademie ve Vídeňském Novém Městě. Dne 20. ledna 1789 byl zařazen jako vojenský kadet v hodnosti praporčíka k 26. pěšímu pluku C. a k. (založen 1724, německá uniforma od pluku Ansbach), a bezprostředně byl přeřazen jako podporučík (Lieutenant) k 7. dragounskému pluku.
V kronice pluku je zápis, že bojoval: v roce 1789 v Rakousko-turecké válce (1787–1791), 3. prosince 1800 v bitvě u Hohenlinden.
Zemřel ve věku 32 let, ve službě, v hodnosti rytmistra (hejtman).